# Поръюган
Поръюган (устар. Порх-Юган) — река в России, протекает по Советскому району Ханты-Мансийского АО. Устье реки находится в 406 км по правому берегу реки Малая Сосьва. Длина реки составляет 10 км.

## Данные водного реестра
По данным государственного водного реестра России, относится к Нижнеобскому бассейновому округу, водохозяйственный участок реки — Северная Сосьва, речной подбассейн реки — Северная Сосьва. Речной бассейн реки — Нижняя Обь от впадения Иртыша.
Код объекта в государственном водном реестре — 15020200112115300028404.